# فريدريك ماكارتني
فريدريك مكارتني (2 نوفمبر 1864 - 25 مايو 1903) كان وزيرًا موحدًا أمريكيًا وسياسيًا اشتراكيًا. يُعرف مكارتني بانتخابه لأربع فترات في الهيئة التشريعية لولاية ماساتشوستس تحت راية الحزب الاجتماعي الديمقراطي الأمريكي وخليفته التنظيمية، الحزب الاشتراكي الأمريكي.
محتويات
السيرة الذاتية

```
1.1 السنوات المبكرة
1.2 الانضمام إلى الاشتراكية
1.3 المهنة التشريعية
1.4 الموت والإرث
2 المراجع
3 الأعمال 
4 مزيد من القراءة 
5 وصلات خارجية
```

السيرة الشخصية:

السنوات المبكرة ولد فريدريك ماكارتني في الثاني من نوفمبر عام 1864 في مدينة براي دو شين، ويسكونسن في مقاطعة كروفورد الواقعة في الركن الجنوبي الغربي الريفي من الولاية. انتقل والديه ألكسندر ماكارتني وماري جونز زوجته السابقة بالعائلة لفترة وجيزة إلى دنفر، كولورادو، عندما كان فريدريك في السادسة من عمره، قبل أن يستقر لمدة 13 عامًا في ستورم ليك، مقاطعة بوينا فيستا، أيوا. ماكارتني كان متدين للغاية في شبابه وفي سن 17 قرر ماكارتني تكريس حياته للكنيسة المسيحية، التحق بكلية آيوا المعروفة الآن باسم كلية غرينيل، والتي تخرج منها في عام 1889. ثم التحق بمدرسة أندوفر اللاهوتية في أندوفر، ماساتشوستس، حيث أنهى الدراسة هناك عام 1893. في الأصل كان أبرشيا، قام مكارتني بتغيير انتمائه الديني إلى التوحيد في هذه المرحلة. تزوج ماكارتني في عام 1889، لكن زوجته توفيت بعد ستة أشهر فقط من الزواج، لم يتزوج بعدها قط. بعد فترة وجوده في مدرسة اللاهوت، عمل ماكارتني مُبشراً في الكنيسة الثانية في بوسطن لمدة عام، تلاها فترة خمس سنوات في الكنيسة الموحدة في روكلاند، ماساتشوستس.
انضمامه إلى الاشتراكية

```
وفاز الوزير الموحد بفكرة الاشتراكية خلال سنوات دراسته في أندوفر عندما قرأ في شتاء عام 1890 «نظرة إلى الوراء»، وهي رواية خيالية كتبها 
إدوارد بيلامي
. كانت التجربة ضخمة، كما أشار ماكارتني في وقت لاحق، حيث وجد أن عينيه «فتحت إلى حد ما» فيما يتعلق «بالعلاقة الحيوية بين مُثله الدينية والمبادئ البناءة التي طورها بيلامي.» في عام 1892، انضم ماكارتني إلى حزب الشعب، والذي اجتذبه برنامج تلك المنظمة الداعي إلى الملكية الوطنية والدولة للصناعة الكبرى واعتماد تشريعات مباشرة. واصل دعمه لهذه المنظمة خلال عام 1896، حيث أدلى بصوته الرئاسي في تلك السنة لصالح ويليام جينينغز براين. واصل ماك كارتني القراءة عن الاشتراكية في السنوات اللاحقة، حتى قرر أخيرًا ترك منصبه مع الكنيسة في يونيو 1899 لتكريس كل جهده للحزب الاجتماعي الديمقراطي الأمريكي المنشأ حديثًا. قال لرفيق الحزب في ذلك الوقت: أنا أؤمن وأحب الوعظ بالحياة العليا للناس، وكنت أتوقع أن أقضي حياتي كلها في القيام بذلك. لكنني تزايد اهتمامي بالحركة الاشتراكية، حتى استيقظت أخيرًا على إدراك أنها تحتل المرتبة الأولى في أفكاري واهتماماتي وليس عمل الكنيسة.
```

المهنة التشريعية

```
عُيّن مكارتني كمرشح للهيئة التشريعية من قبل الحزب الديمقراطي الاجتماعي في ولاية ماساتشوستس في انتخابات نوفمبر 1899، حيث خاض الانتخابات ضد مرشح سابق في الولاية في مقاطعة بلايموث الرابعة، والذي كان يُعتبر في السابق محافظًا وجمهوريًا قويًا. لقد عمل الديمقراطيون الاجتماعيون بجد على مدار عدة أسابيع وعقدوا سلسلة من التجمعات في ثلاثة بلدانٍ في المنطقة - روكلاند وهانوفر وهانسون - مع انتصار ماكارتني في النهاية في السباق الثلاثي بأغلبية 102 صوت. النتيجة غير المتوقعة تميزت بالابتهاج من قبل أنصار ماكارتني، حيث قامت إحدى المجموعات بعرض لافتة في شوارع روكلاند مع لافتة مكتوب عليها، "ما الأمر مع ماكارتني؟ إنه بخير. كان النجاح المذهل الذي حققه ماك كارتني في عام 1899 ثابتاً وعاد إلى منصبه من قبل ناخبيه في الدائرة الرابعة في كل من الانتخابات السنوية الثلاث التالية.
```

انضم جيمس ماكارتني إلى جانب الاشتراكيين المنتخبين في الهيئة التشريعية في ماساتشوستس. من مدينة هافيرهيل، اُنتخب جنبا إلى جنب مع زميله المقيم في هافيرهيل جون سي تشيس، على الرغم من هزيمة تشيس في انتخابه. أجرى كل من ماكارتني وكاري، المتحدثان القديران، عملًا مشتركًا في مبنى الكابيتول بالولاية في بوسطن للنهوض بالأجندة التشريعية للحزب الديمقراطي الاجتماعي. في مؤتمر الترشيح للحزب الاشتراكي الديمقراطي في مارس 1900، أُختير مكارتني لإلقاء خطاب ترشيح يوجين ديبس لما سيكون أول من يخوض الانتخابات الرئاسية الخمس لرئيس الولايات المتحدة. استخدم ماكارتني الصور المسيحية على نطاق واسع في كلمته، معلنا أن ديبس خلال سجنه في عام 1895 فيما يتعلق بولمان سترايك خضع لعملية تحول مماثلة لمؤلف كتاب الوحي، جون أوف باتموس: لقد كشف له رؤية للأشياء التي كان من المفترض أن تكون، للمملكة الجديدة، للعصر الجديد... عندما خرج من تلك المقبرة، كان الأمر يتعلق بقيامة الحياة والرسالة الأولى التي أعطاها لصفه. ... كانت رسالة الحرية.
الموت والإرثة

مات ماكارتني من الالتهاب الرئوي القصبي في 25 مايو 1903، في روكلاند، ماساتشوستس بعد مرض دام 11 يومًا. لا يزال عضواً في الهيئة التشريعية في ولاية ماساتشوستس، وكان يبلغ من العمر 38 عامًا فقط وقت وفاته. تحت عنوان «قاتلوا من أجل الجنس البشري، كلمات طيبة من الجميع»، أشادت صحيفة بوسطن هيرالد برسالة ماكارتني، مشيرةً إلى أنه «لم يحدث أبدًا في تاريخ روكلاند» أن تم تكريم فرد ميت مثل ماكرتني: أُغلقت أماكن العمل والمدارس العامة، وعُلقت جميع الأعمال أثناء الخدمات. نُكست الأعلام على نصف الموظفين من جميع المباني العامة من الساعة 9 حتى الساعة 2 قام مئات الأشخاص من روكلاند والبلدات المحيطة بزيارة الكنيسة وقدمو احتراماتهم الأخيرة لصديقهم. في الساعة 1:30 حضر قطار مليئ بالأشخاص البارزين في دوائر السياسة والعمل وحضر الجنازة جميع الطبقات والعقائد من رجال دين روكلاند، ومسؤولي البلدة، ومعلمي المدارس، والقادة البارزين في هذه البلدة والبلاد الآخرى، وكبار المسؤولين في الحزب الاشتراكي في الولاية وعدد من العمال من ولايات أخرى.
وقد ألقى جيمس ماري، أحد الأعضاء التسعة في المجلس التشريعي لولاية ماساتشوستس، تأبينًا لمراسم الجنازة وذكر فيها صديقه بأنه «كان سعيدًا لأنه بذر بذور الحرية والمساواة والأخوة».
المراجع:
^ Jump up to:a b c d e f "Career Ends. F. O. MacCartney Dies in Rockland". T Boston Globe. May 26, 1903. p. 11. Retrieved November 1, 2018 – via Newspapers.com. ^ Jump up to:a b "Frederick O. MacCartney," Find A Grave, www.findagrave.com/ ^ Jump up to:a b c d e f Frederic O. MacCartney, "How I Became a Socialist," The Comrade [New York], vol. 1, no. 12 (Dec. 1901), pp. 266–267. ^ Jump up to:a b c d e f g Margaret Haile, "The Leaves of Life Are Dropping One by One," Wilshire's Magazine, whole no. 60 (July 1903), pp. 30–32. ^ Jump up to:a b "A Gladiator Succumbs: The Grim Reaper Cuts Down Frederic O. MacCartney and Socialism Loses One of Its Best Fighters," Social Democratic Herald[Milwaukee], May 30, 1903, pg. 1. ^ Quoted by Margaret Haile, "The Leaves of Life Are Dropping One by One," pg. 30. ^ Jump up to:a b c "Election News," Appeal to Reason [Girard, KS], whole no. 208 (Nov. 25, 1899), pg. 2. ^ Quoted in "First Annual Convention, Social Democratic Party," Social Democratic Herald, March 17, 1900. Cited in Jacob H. Dorn, "'In Spiritual Communion': Eugene V. Debs and the Socialist Christians," Journal of the Gilded Age and Progressive Era, vol. 2, no. 3, (July 2003), pg. 305. ^ "Frederick O. MacCartney," New York Times, May 25, 1903. ^ "Fought for Mankind; Kind Words from All," Boston Herald, quoted in The American Cooperator [Lewiston, ME], whole no. 41 (June 6, 1903), pg. 30. ^ "Socialism: Frederic O. MacCartney," The American Cooperator [Lewiston, Maine], whole no. 41 (June 6, 1903), pg. 30.
الأعمال:
Decadence in Public Functions: A Series of Three Sermons on the Pulpit, Press, and Politics. Rockland, MA: H.B. Loud & Co., 1896. The Old Slavery and the New: This Sermon was Delivered...on Memorial Sunday, May 24, 1896, in the Church of the Unitarian Society of Rockland, Mass.Rockland, MA: H.B. Loud & Co., 1896. Cuba, Oppressed and Starving; and the Duty of Intervention: Two Sermons Delivered in Canning Pulpit on March 20th and 27th, 1898. Rockland, MA: n.p., 1898. "How I Became a Socialist," The Comrade [New York], vol. 1, no. 12 (Dec. 1901), pp. 266–267.
مزيد من القراءة
Henry F. Bedford, Socialism and the Workers in Massachusetts, 1886–1912. Amherst, MA: University of Massachusetts Press, 1966.
وصلات خارجية
Frederic O. MacCartney at Find a Grave